# Belagerung von Berwick (1319)
Schlachten des Ersten Schottischen Unabhängigkeitskrieges

Berwick – Dunbar – Stirling Bridge – Falkirk – Roslin – Stirling Castle – Methven – Dalry – Glen Trool – Loudoun Hill – Inverurie – Brander – Perth – Bannockburn – Berwick – Berwick – Myton – Byland – Weardale
Schlachten des Zweiten Schottischen Unabhängigkeitskrieges

Kinghorn – Dupplin Moor – Annan – Berwick – Halidon Hill – Boroughmuir – Culblean – Neville’s Cross
Die Belagerung von Berwick war eine Schlacht während des Ersten Schottischen Unabhängigkeitskriegs. Vom 7. bis zum 17. September 1319 belagerte ein englisches Heer unter König Eduard II. erfolglos die Grenzstadt Berwick.

## Vorgeschichte
Seit 1296 herrschte zwischen England und Schottland Kriegszustand, nachdem der englische König Eduard I. versucht hatte, die Oberherrschaft über Schottland zu erkämpfen. Sein Sohn und Nachfolger Eduard II. hatte 1314 in der Schlacht von Bannockburn eine vernichtende Niederlage erlitten, wonach sich die Engländer aus fast ganz Schottland zurückziehen mussten. In der Folge hatten die Schotten zahlreiche Überfälle auf die nordenglischen Grafschaften unternommen, wo sie schwere Verwüstungen anrichteten. Im April 1318 hatten die Schotten die wichtige Grenzstadt Berwick erobert. Im Mai ergaben sich die Burgen von Harbottle, Wark und Mitford den Schotten, die in der Folge Raubzüge nach Northallerton, dann nach Ripon und fast bis nach Pontefract führten. Nachdem Eduard II. durch den im August 1318 geschlossenen Vertrag von Leake den Streit mit dem oppositionellen Earl of Lancaster beigelegt hatte, konnte er sich wieder stärker der Verteidigung Nordenglands widmen. Im November 1318 bewilligte ein Parlament in York Steuern zur Finanzierung eines Feldzugs gegen Schottland, und kurz darauf berief der König sein Feudalheer für den 10. Juni 1319 für einen Feldzug gegen Schottland ein. Im Mai 1319 wurde der Start des Feldzugs auf den 22. Juli verschoben. Damit hatte es der König versäumt, durch einen raschen Gegenstoß Berwick zurückzuerobern. Die Schotten nutzten die Zeit, um die Stadt mit Vorräten zu versorgen und die Befestigungen zu verstärken. Die Verteidigung der Stadt leitete Walter Stewart, dabei wurde er tatkräftig von dem aus den Niederlanden stammenden Kaufmann und Militäringenieur John Crab unterstützt. Weitere schottische Kommandanten waren Alexander Seton, der Earl of Dunbar, Robert Keith und Adam Gordon. Möglicherweise übertrieb der Dichter John Barbour die Bedeutung von Stewart, um den Ruhm von dessen Sohn, den späteren König Robert II. zu steigern.

## Vorbereitungen für den Feldzug
Für den für 1319 geplanten Feldzug von Eduard II. wurden Lebensmittel aus ganz England beschafft. Rittern und Baronen, die ihren Dienstpflichten als Vasallen nicht nachkamen, wurden Strafgelder angedroht. Für den Feldzug forderte der König insgesamt 23.596 Soldaten an. Die Angaben über die tatsächliche Stärke des englischen Heeres variieren, doch zweifelsfrei konnte Eduard II. ein stattliches Heer aufbieten, nicht zuletzt, weil der Earl of Lancaster nach seinem Ausgleich mit dem König erstmals mit seinem Gefolge an einem Feldzug des Königs teilnahm. Lancaster allein brachte 35 bis 40 Gefolgsleute mit, von denen jeder durchschnittlich drei weitere Ritter und zehn Fußsoldaten mitbrachte. Damit umfasste Lancasters Gefolge insgesamt mindestens 140 Ritter und 350 Fußsoldaten. Zusätzlich hatte der Earl fast 2000 Fußsoldaten aus seinen eigenen Besitzungen aufgeboten. Auch alle anderen führenden Magnaten wie die Earls of Pembroke, Arundel, Hereford sowie die Barone Badlesmere, Despenser, Damory und Audley beteiligten sich mit ihren Aufgeboten an dem Feldzug, so dass das englische Heer nach modernen Schätzungen aus 500 Rittern und 10.000 Fußsoldaten und leichten Reitern, nach anderen Angaben aus etwa 1400 Rittern und men-at-arms, über 1000 leichten Reitern und etwa 11.500 Fußsoldaten und Bogenschützen bestand. Dazu wurde der Feldzug entlang der Küste von einer englischen Flotte unterstützt.

## Verlauf der Belagerung
Ob die Rückeroberung von Berwick von Beginn an das Ziel des Feldzugs war, ist ungeklärt. Einerseits war die Eroberung der Stadt aufgrund ihrer strategischen Bedeutung ein klares Ziel, andererseits scheint sich der König erst, nachdem er Newcastle verlassen hatte, für Berwick als Ziel des Feldzugs entschieden zu haben. Hierfür spricht, dass das englische Heer keine Belagerungsmaschinen mitführte, und unter den aufgebotenen Kräften befanden sich auch keine Mineure. Im Verlauf des 7. September erreichten die Engländer Berwick. Bereits am 8. oder 9. September unternahmen die Engländer einen Sturmangriff auf die Stadtmauern, durch den sie beinahe in die Stadt eindringen konnten. Die Schotten konnten den Angriff aber zurückschlagen, ebenso einen am gleichen Tag durchgeführten Angriff der englischen Flotte auf den Hafen. Erst nach diesen vergeblichen Angriffen forderte der König Mineure an und befahl, Belagerungsmaschinen heranzuschaffen. In der Morgendämmerung des 13. September unternahmen die Engländer einen zweiten Sturmangriff auf die Stadtmauern. Die schottischen Verteidiger konnten eine Sau, vermutlich eine mobile Schutzabdeckung für die Mineure durch Bewurf mit Brandsätzen und Steinen zerstören und schließlich auch diesen Angriff abwehren. Die hohen Verluste durch die beiden gescheiterten Angriffe demoralisierten die englischen Soldaten. Folgenreicher erwiesen sich noch die Intrigen unter den englischen Magnaten. Lancaster soll schon kurz nach Beginn der Belagerung über den König verärgert gewesen sein, als dieser seinen Günstlingen zusicherte, dass Hugh le Despenser die Verwaltung von Berwick Castle und Roger Damory die Verwaltung der Stadt erhalten würde. Gerade gegen Despenser hatte Lancaster einen tiefen Hass, und dazu soll der König gesagt haben, dass er sich nach der Eroberung von Berwick an den Mördern seines Günstlings Gaveston, zu denen Lancaster gehörte, rächen würde.

## Schottischer Entlastungsangriff auf Nordengland
Der schottische König Robert Bruce hatte fünf Jahre zuvor die Engländer in der Schlacht von Bannockburn besiegt, doch er befürchtete, dass der englische König seine Fehler in der Schlacht nicht wiederholen würde. Deshalb wollten die Schotten eine erneute offene Feldschlacht mit dem englischen Heer vermeiden. Um die Belagerer dennoch zu schwächen, drang ein schottisches Heer unter Führung von Sir James Douglas und dem Earl of Moray über Carlisle in Nordengland ein. Damit umgingen die Schotten die Belagerer vor Berwick. In Nordengland plünderten die Schotten zahlreiche Dörfer und brannten sie nieder. Offenbar erfuhr der englische König vor Berwick von dem schottischen Raubzug, denn am 9. oder 10. September schickte er etwa 1200 leichte Reiter und Bogenschützen unter dem Kommando von Sir Andrew Harclay Richtung Carlisle, um den Schotten den Rückweg zu verlegen. Die Schotten waren aber schon bis nach Yorkshire vorgedrungen, so dass die Stadt York selbst bedroht war. Dort stellten Erzbischof William Melton von York und der königliche Kanzler John Hotham hastig ein Heer auf, mit dem sie den Invasoren entgegentraten. Dieses unzureichend ausgerüstete Heer erlitt am 12. September in der Schlacht bei Myton gegen die Schotten eine schwere Niederlage.

## Abzug des Earl of Lancaster
Nachdem die Belagerer vor Berwick am 14. September von der englischen Niederlage bei Myton erfuhren, berief der König sofort einen Kriegsrat seiner Magnaten ein. Während des Kriegsrats gelang es dem König nicht, seine Magnaten zu einem weiteren einheitlichen Vorgehen zu bewegen. Während vor allem die südenglischen Magnaten die Belagerung fortsetzen wollten, drängten die nordenglischen Magnaten, wohl aus Sorge um ihre eigenen Güter, auf einen Abbruch der Belagerung. Sie wollten mit dem englischen Heer die schottischen Invasoren stellen. Als der König sich dann für eine Fortsetzung der Belagerung entschied, verließ Lancaster mit seinen Truppen am 16. September verärgert das Belagerungsheer. Durch diesen eigenmächtigen Abzug kam es wieder zum offenen Bruch zwischen dem König und Lancaster, auch wenn der König gegenüber dem Earl keine Handhabe hatte, da dieser wahrscheinlich im Gegensatz zu den anderen Magnaten auf eigene Kosten und damit quasi freiwillig an dem Feldzug teilgenommen hatte.
Möglicherweise wollte Lancaster mit seinem Aufgebot die Schotten auf dem Rückmarsch stellen oder seine eigenen Besitzungen in Nordengland verteidigen, doch schon nach kurzer Zeit gab es zahlreiche Gerüchte und Beschuldigungen gegen Lancaster, zumal auch dieser nicht die Schotten an ihrem Rückzug nach Schottland hindern konnte. Zu den Gerüchten gehörten Behauptungen wie, dass Lancasters Truppen nicht aktiv an den Sturmangriffen auf Berwick teilgenommen hätten. Angeblich hätte die Stadt kurz vor dem Fall gestanden, doch aufgrund des Abzugs von Lancaster wäre die Belagerung dann gescheitert. Lancaster soll schon länger mit den Schotten verbündet gewesen sein, die dafür im Gegenzug bei ihren Plünderungen seine Güter verschonen würden. Lancaster soll nach der Schlacht bei Myton den Schotten erlaubt haben, unbehelligt seine Linien passieren zu dürfen. Der schottische König hätte Lancaster sogar mit £ 40.000 bestochen. Die Gerüchte waren offenbar völlig haltlos, doch ihre Verbreitung wurde durch Despenser gefördert.

## Abbruch der Belagerung und Rückzug der Engländer
Ohne die Unterstützung durch Lancaster war die Belagerung von Berwick sinnlos geworden, weshalb der König am 17. September die Belagerung abbrach. Eduard II. zog sich nach Newcastle zurück, das er am 20. September erreichte. Dort erhielten die Soldaten ihren Sold und wurden entlassen, womit der König den erfolglosen Feldzug beendete. Damit endete der groß angelegte Feldzug für den englischen König mit einer demütigenden Niederlage und mit einem erneuten Zerwürfnis mit dem Earl of Lancaster.
Am 18. September hatte der König noch den Kanzler John Hotham und Erzbischof William Melton von York beauftragt, in Yorkshire Truppen aufzubieten und damit die Schotten zu verfolgen. In Newcastle hatte er Badlesmere und Roger Northburgh, den Verwalter der königlichen Wardrobe beauftragt, die Burgen der Scottish Marches mit Soldaten und Nachschub zu versorgen, um weitere schottische Angriffe abwehren zu können. Diese beauftragten John Cromwell und den Earl of Angus mit der Verteidigung von Northumberland. Cromwell und Angus konnten neben ihrem eigenen Gefolge auf je 140 men-at-arms zurückgreifen, die vom König besoldet wurden. Am 28. September zog der König weiter nach York. Dort wollte er zusammen mit Henry de Beaumont, John de St John und dem Earl of Atholl den Winter über bleiben, um mit 600 men-at-arms Nordengland gegen schottisch Angriffe zu verteidigen.

## Folgen
Bereits Ende Oktober 1319 überschritt ein neues schottisches Heer die englische Grenze. Es brannte die Getreidespeicher von Gilsland nieder und zog sich dann Anfang November über Brough nach Schottland zurück, ohne dass die Engländer offenbar einen Versuch unternommen hatten, die Angreifer zu stellen oder zu verfolgen. Dieser Angriff machte deutlich, wie erfolglos die Maßnahmen von Eduard II. zur Verteidigung Nordenglands waren. Einen erneuten Vorstoß nach Schottland konnte Eduard II. ohne die Unterstützung Lancasters nicht durchführen, und dazu stand er unter weiterem Druck, als der französische König Philip V. ihn dazu drängte, nach Frankreich zu kommen, um ihm für seine dortigen Besitzungen zu huldigen. Deshalb war Eduard II. nun bereit, mit Schottland einen Waffenstillstand abzuschließen. Bereits Ende Oktober waren in Newcastle und in Berwick Verhandlungen aufgenommen worden. Am 1. Dezember ernannte der König offiziell Pembroke, Robert Baldock, den Kanzler John Hotham, den jüngeren Despenser, Badlesmere, Henry le Scrop, William Airmyn, William Herle und Geoffrey le Srop zu Angehörigen der englischen Verhandlungsdelegation. Diese Delegation vereinbarte am 22. Dezember in Berwick und am 25. Dezember 1319 in Newcastle mit der zwölfköpfigen schottischen Delegation einen Waffenstillstand. Nach dem Waffenstillstand, der mindestens zwei Jahre lang gültig sein sollte, durften weder die Schotten noch die Engländer in Berwickshire, Roxburghshire und Dumfries Burgen verstärken oder neu errichten. Die Schotten übergaben den Engländern Harbottle Castle unter der Bedingung, die Burg bis Ende September 1320 entweder zu schleifen oder wieder an die Schotten zu übergeben. Eduard II. akzeptierte wenig später den Waffenstillstand, und am 20. Januar 1320 trat in York erneut ein Parlament zusammen. Lancaster nahm an der Versammlung nicht teil, was die Spannungen zwischen ihm und den König weiter vergrößerte.